# TrigML
TrigML 是一種XML導向的使用者介面描述語言（XML-derived UI mark-up language），由英國Trigenix公司發明，功能類似HTML和JavaScript。可提供美國Qualcomm公司的BREW uiOne的Trig模式的撰寫，2004年10月12日Qualcomm宣布以3600萬美金併購Trigenix公司，将提升BREW使用者介面技术开发推进到更高的境界。
收购后，TrigML及其相关的集成开发环境（IDE）被高通重新命名为uiOne。